# Lino Aldani
Œuvres principales
- Bonne nuit, Sophia
- Quand les racines
- Éclipses 2000
- La Maison-femme

Lino Aldani, né le 29 mars 1926 à San Cipriano Po, dans la province de Pavie, en Lombardie et mort le 30 janvier 2009  à Pavie, est un écrivain italien de science-fiction, qui fut également professeur de mathématiques.

## Biographie
Lino Aldani a débuté dans la science-fiction vers la fin de l'année 1960. En 1961, il a publié un essai intitulé La Fantascienza (La Tribuna, Plaisance), le premier livre paru sur le sujet en Italie[source secondaire nécessaire].
En 1963, il a fondé la revue Futuro, en collaboration avec Massimo Lo Jacono (it) et Giulio Raiola. Il a écrit des romans, de plusieurs nouvelles, des scénarios pour la télévision et une pièce de théâtre[source secondaire nécessaire].
Lino décède dans la nuit du 30 au 31 janvier 2009 à Pavie.

## Œuvres
- Quarta Dimensione (Baldini & Castoldi, Milano, 1964), paru en français sous le titre Bonne nuit, Sophia, Fiction Spécial n°6, Science-fiction italienne (1964). Présence du futur, no 88 (1965), Denoël. Traduit de l'italien par Roland Stragliati.
- Harem nella valigia (Editoriale futuro, 1964), paru en français sous le titre Un harem dans une valise, Fiction Spécial n°6, Science-fiction italienne (1964). Traduit de l'Italien par Roland Stragliati.
- Quando le radici (La Tribuna, Plaisance 1977), traduit en français sous le titre Quand les racines, Présence du futur, no 260, Denoël.
- Eclissi 2000, traduit en français sous le titre Éclipses 2000, Présence du futur, no 303, Denoël.
- Parole per domani, traduit en français sous le titre La Maison-femme, Présence du futur, no 499, Denoël.
- Trentasette centigradi, (Editoriale futuro, 1964), traduit en français sous le titre 37° centigrades, Fiction Spécial n°6, Science-fiction italienne (1964). Le Passager clandestin, coll. « Dyschroniques », 2020. Traduit de l'italien par Roland Stragliati.

À signaler un dossier sur lui comprenant les deux nouvelles Bonne Nuit, Sophia et Ontalgie dans Lunatique n°74 (Eons Productions, 2007).